# ピサネロ

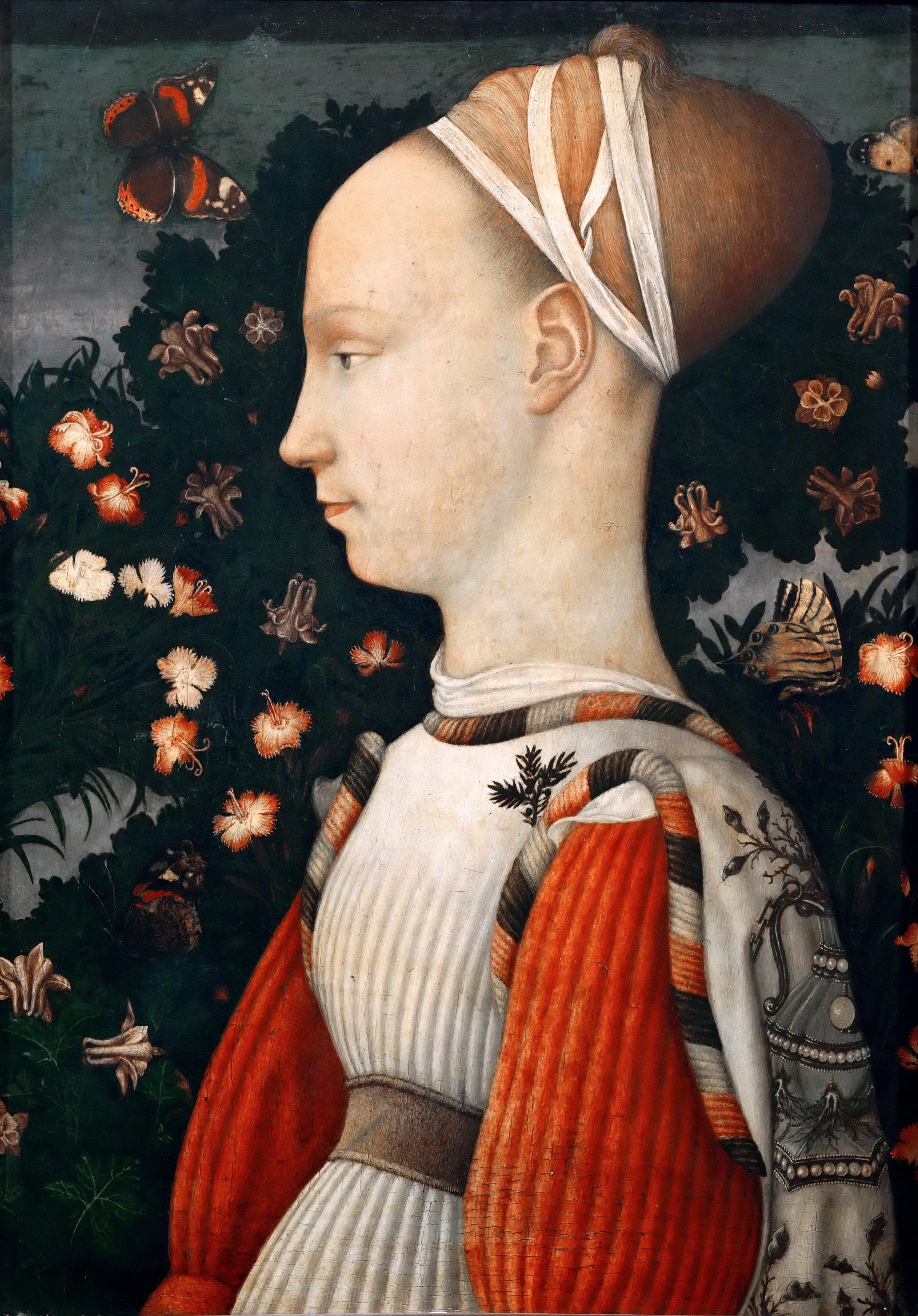
『公女の肖像』、ルーヴル美術館

ピサネロ（Pisanello, 1395年頃 - 1455年頃）は、15世紀に活動したイタリアの画家。国際ゴシック様式を代表する画家の一人であり、記念メダルの作家としても知られる。日本語では「ピサネッロ」とも表記する。本名をアントニオ・ディ・プッチョ・ピサーノ(Antonio di Puccio Pisano)、またはアントニオ・ディ・プッチョ・ダ・チェレート(Antonio di Puccio da Cereto)という。ヴィットーレ・ピサーノ(Vittore Pisano)とも言うが、これは『画家・彫刻家・建築家列伝』の著者であるジョルジョ・ヴァザーリによる誤伝である。
ピサネロは大規模なフレスコ（壁面の漆喰が生乾きのうちに仕上げる壁画の技法）、優雅な肖像画、小型の板絵などさまざまな作品を手掛け、多くの優れた素描も残している。彼はまた15世紀前半における肖像入り記念メダルの最も重要な作家である。彼はヴェネツィアの総督（ドージェ）、バチカンの教皇、ヴェローナ、フェラーラ、マントヴァ、ミラノ、リミニの各宮廷、ナポリ王などのために仕事をし、マントヴァのゴンザーガ家やフェラーラのエステ家で重用された。彼は生前から同時代の詩人や人文主義者たち（グアリーノ・ダ・ヴェローナなど）によって称賛されていた。彼らはピサネロをチマブーエ（ゴシック絵画の巨匠）や、フェイディアス、プラクシテレス（ともに古代ギリシャの彫刻家）になぞらえた。
彼の作品はかつてその多くが他の画家の作と考えられていた（ピエロ・デラ・フランチェスカ、アルブレヒト・デューラー、レオナルド・ダ・ヴィンチなど）。今日、彼の真作の多くは失われているが、素描と記念メダルに関してはかなりの量が現存している。

## 生涯

### 修業時代
ピサネロの生涯は今日なお謎につつまれた部分がある。生年については1380年から1395年までの間、没年は1450年から1455年までの間（おそらくは1455年7月14日から10月8日までの間）としかわかっていない。彼はピサで生まれたが、少年期をヴェローナ領内のサン・ヴィジリオ・スル・ラーゴで過ごした。彼の初期の画風はヴェローナ派の伝統の内にあり、ヴェローナの画家（おそらくはステファノ・ダ・ヴェローナ）に師事したものと思われる。
1415年から1420年まで彼はヴェネツィアとローマにおいて当時の著名な画家ジェンティーレ・ダ・ファブリアーノの助手として働いた。ピサネロは師ジェンティーレから洗練され、細部表現に優れたデリケートな画風を学んだ。彼はまた師の高級品や美麗な織物などへの関心も受け継いだ。このことは後年の彼の作品に反映されている。彼ら師弟がともに制作したヴェネツィアのドゥカーレ宮殿のフレスコ画は失われてしまった。サン・ジョバンニ・イン・ラテラノ大聖堂（ローマ）やマントヴァとパヴィアの宮殿のフレスコも同様に失われている。
現存する作品『鶉の聖母』（ヴェローナ、カステルヴェッキオ美術館蔵）にはラテン語風にアントニウス・ピサヌスと署名されており、1420年頃の作とされている。作風はジェンティーレ・ダ・ファブリアーノとステファノ・ダ・ヴェローナの作風を混合したもので、このことからピサネロはステファノ・ダ・ヴェローナにも師事したことがうかがえる。
ヴァザーリ（画家で『画家・彫刻家・建築家列伝』の著者でもある）は、ピサネロがアンドレア・デル・カスターニョ（フィレンツェ大聖堂にあるニッコロ・ダ・トレンティーノ騎馬像（1456）の作者）の工房でも働いたことがあると述べている。また、パオロ・ウッチェロ（多くの馬が登場する『サン・ロマーノの戦い』の作者）とも知り合いだったとし、ピサネロが馬の素描を好んだのはウッチェロの影響だという。しかし、ピサネロの生涯には不明の部分が多いため、これらヴァザーリの記述の信憑性には疑問があり、単なる伝承にすぎない可能性がある。

### マントヴァ、ヴェローナ、ローマでの活動

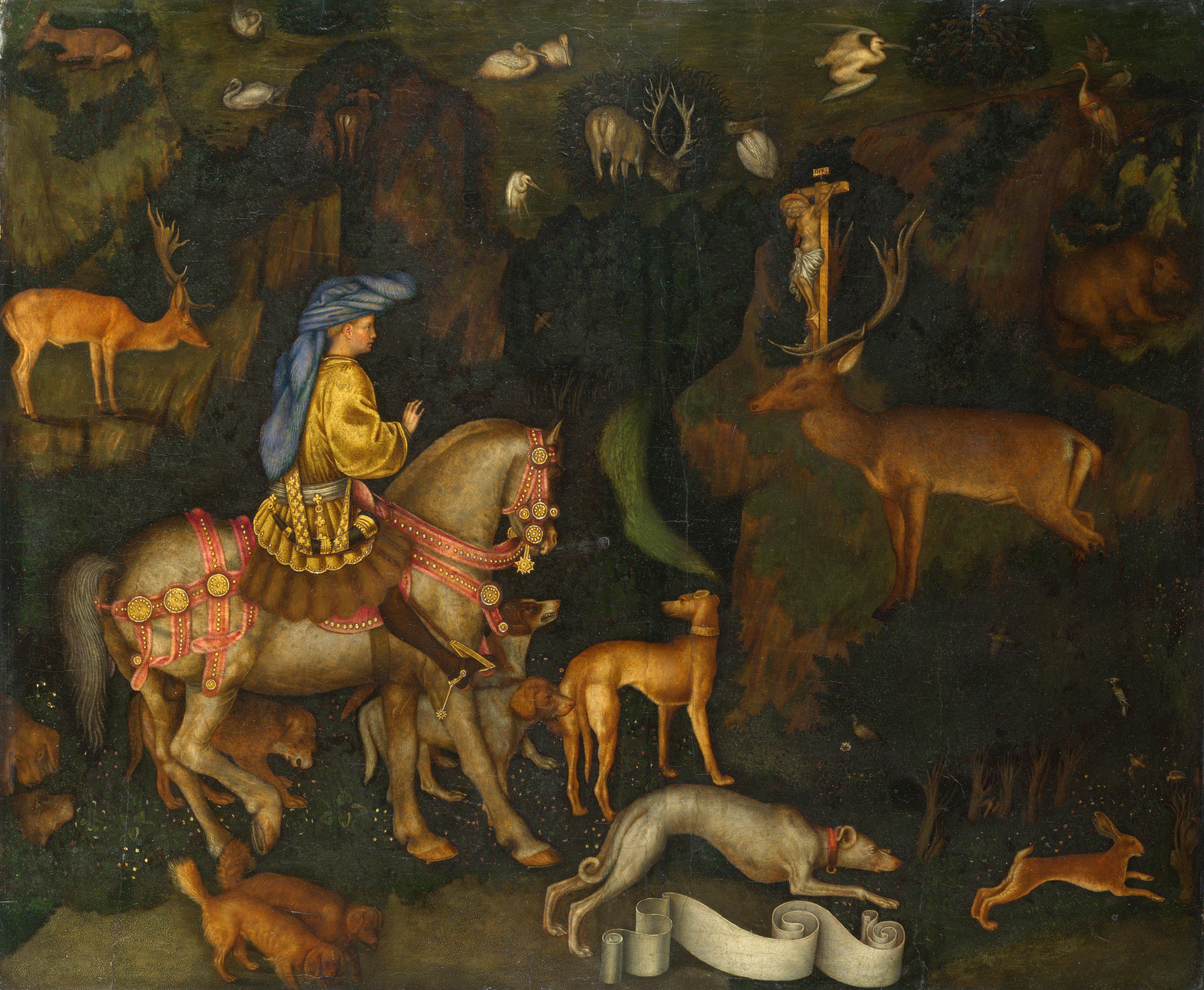
『聖エウスタキウスの幻視』、ナショナル・ギャラリー (ロンドン)

聖ゲオルギウスと王女

1422年、彼はゴンザーガ家の統治するマントヴァへ赴いた。当時の当主は幼少のルドヴィコ・ゴンザーガ（マントヴァ侯ジャンフランチェスコ・ゴンザーガの息子）であった。ピサネロは1440年代までゴンザーガ家のために仕事をしている。
ピサネロは1424年、再びヴェローナに滞在した。研究者の指摘によれば、この同じ年、ピサネロはパヴィアにて狩猟、釣り、馬上槍試合の場面のフレスコを描いたとされている。これらはミラノ公フィリッポ・マリーア・ヴィスコンティの注文によるものだが、今日では跡形もなく消失している。
1424年から1426年の間、彼は再びマントヴァのゴンザーガ家に戻り、現存する代表作の一つであるフレスコの『受胎告知』（ヴェローナ、サン・フェルモ・マッジョーレ聖堂）を描いた。この作品は同聖堂にあるナンニ・ディ・バルトロ（フィレンツェの彫刻家）の作になるニッコロ・ディ・ブレンゾーニのモニュメントの上方を荘厳するために描かれた。
師ジェンティーレ・ダ・ファブリアーノは1427年8月から10月の間にローマで死去したが、その時、サン・ジョバンニ・イン・ラテラノ大聖堂のフレスコの仕事は未完成だった。ピサネロはこれらのフレスコを1431年から1432年にかけて完成させた。これらのフレスコは17世紀にフランチェスコ・ボッロミーニが大聖堂を修復した際に失われた。ベルリン美術館の版画素描コレクションにはボッロミーニがこれらのフレスコを写した、淡い色のスケッチが残されている。ピサネロはローマにいる間、ルネサンスの古典的様式にますます影響されるようになった。
画家として名を成したピサネロは、他のイタリアの都市にも旅し、多くの宮廷に紹介された。フィレンツェにもしばらくの間滞在したようで、この時期に『ルクセンブルクのシギスムントの肖像』（ウィーン、美術史美術館蔵、真作とすることには異説もあり）、『男の肖像』（ジェノヴァ、パラッツォ・ロッソ蔵）の2つの現存する重要な肖像画を描いた。
1433年から1438年には再びヴェローナに滞在。この時期のフレスコ作品として『聖ゲオルギウスと王女』（1436 - 1438年、ヴェローナ、サンタナスタジア聖堂ペッレグリーニ礼拝堂）がある。この作品は19世紀末に壁の雨漏りによって大幅に損傷を受けており修復が必要である。ピサネロはこの作品を構想するために多くの素描を残したが、それらの多くはルーヴル美術館に収蔵されている。
この頃の作品である『聖エウスタキウスの幻視』（ロンドン、ナショナル・ギャラリー）はその完璧な技巧のため長らくアルブレヒト・デューラーの作とされていた。この板絵は動物を真横向きあるいは固定したポーズで、ミニアチュールのような繊細さで表している。この小さな絵（板にテンペラ）の主題である聖人の幻視は、「高貴な」動物たち（馬、狩猟犬、鹿、熊など）と、あらゆる生物の中でもっとも高貴な存在－狩猟する宮廷人－を描くための口実であると思われる。

### 素描とメダル製作

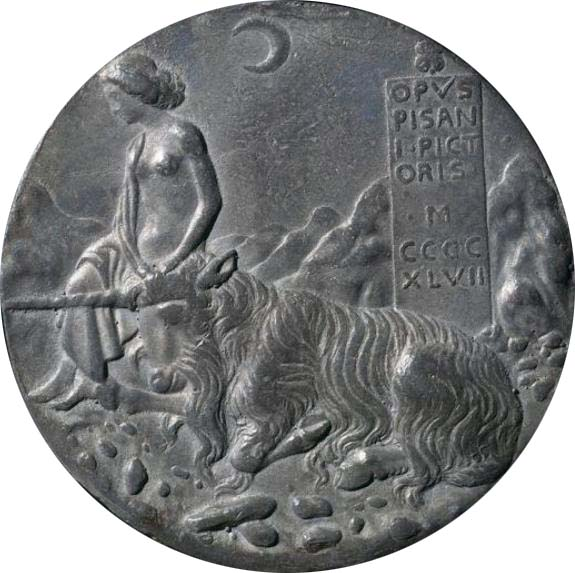
チェチリア・ゴンザーガのメダル

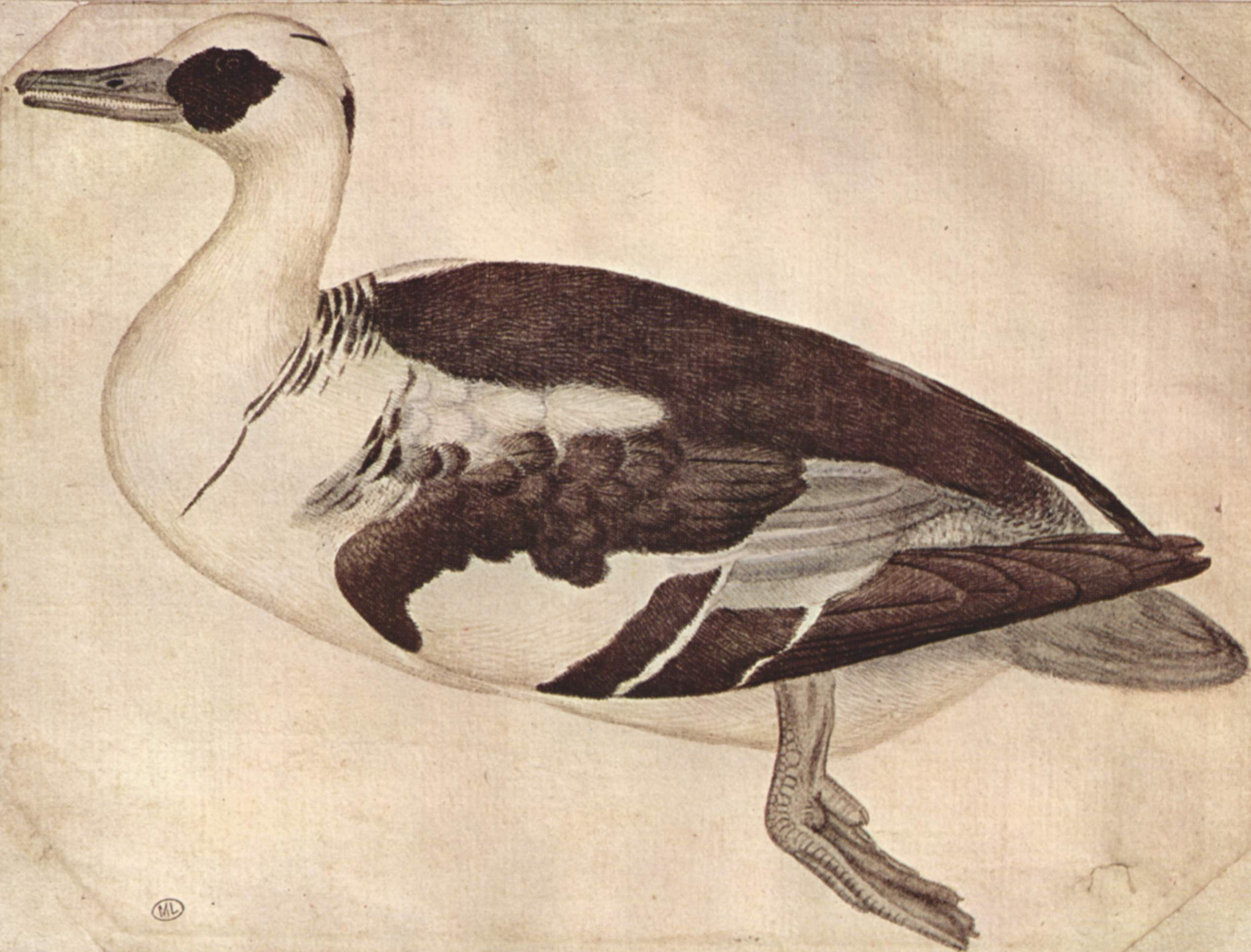
鳥のスケッチ（ルーヴル美術館蔵）

彼の素描は15世紀においては宝石のように高値で取り引きされ、この時代のエレガントな服装（人目を引く帽子など）の指標であった。同時代の他の画家の場合と異なり、彼の素描は完成画のための習作ではなく、それ自体一つの芸術作品であった。彼は素描集をいくつか編集した。それらは優雅な衣装や、自然主義的技法で詩的に描かれた動植物などを細部にわたり正確に描写したものであった。
1435年以降、ピサネロは肖像とメダル制作にますます関心をもつようになった。彼はフェラーラ公レオネッロ・デステに引き会わされた。『公女の肖像』はこの時期の作品である。王妃は多くの蝶とコロンバイン（キンポウゲ科の草）を背景に横顔を見せている。彼女の周囲にはばたく蝶は死の象徴と見なされている。モデルが誰であるかは特定されておらず、マルゲリータ・ゴンサーガ・デステ、ジネヴラ・デステまたはチェチリア・ゴンザーガといわれている。
1438年、東ローマ帝国皇帝ヨハネス8世パレオロゴスはフィレンツェ公会議に参加した。この機会にピサネロは皇帝を記念するメダルを制作した。また皇帝と従者たちの肖像の素描（ルーヴル美術館蔵）をいくつか制作した。このことはピサネロがエステ家邸宅のためのフレスコか板絵の制作依頼を受けていたことを示唆する。
このように、ピサネロは記念メダル、美術メダルの創始者となり、生前にはむしろメダル作家として最もよく知られていた。彼のメダルは後の世代によりしばしば模倣されており、ピサネロの様式から離れるとともにメダル芸術も衰退に向かった。ピサネロ以前には、メダルは通常の貨幣と同じように鋳造されていた。これに対し、ピサネロはブロンズの浮き彫り像のようにメダルを鋳造し、画家と鋳型製造者の仕事ぶりがくっきりと浮かび上がるようにした。彼はさらに自分の手掛けたメダルにOpus Pisani pictoris（画家ピサーノの作品）というサインを入れた。彼の見解ではメダルの肖像と絵画の肖像は同価値だったのである。彼はまたメダルの裏面に寓意の画像を入れた。たとえばチェチリア・ゴンザーガのメダルには一角獣が表され、公女の高貴な人格を示している。

### ミラノ、ナポリでの活動

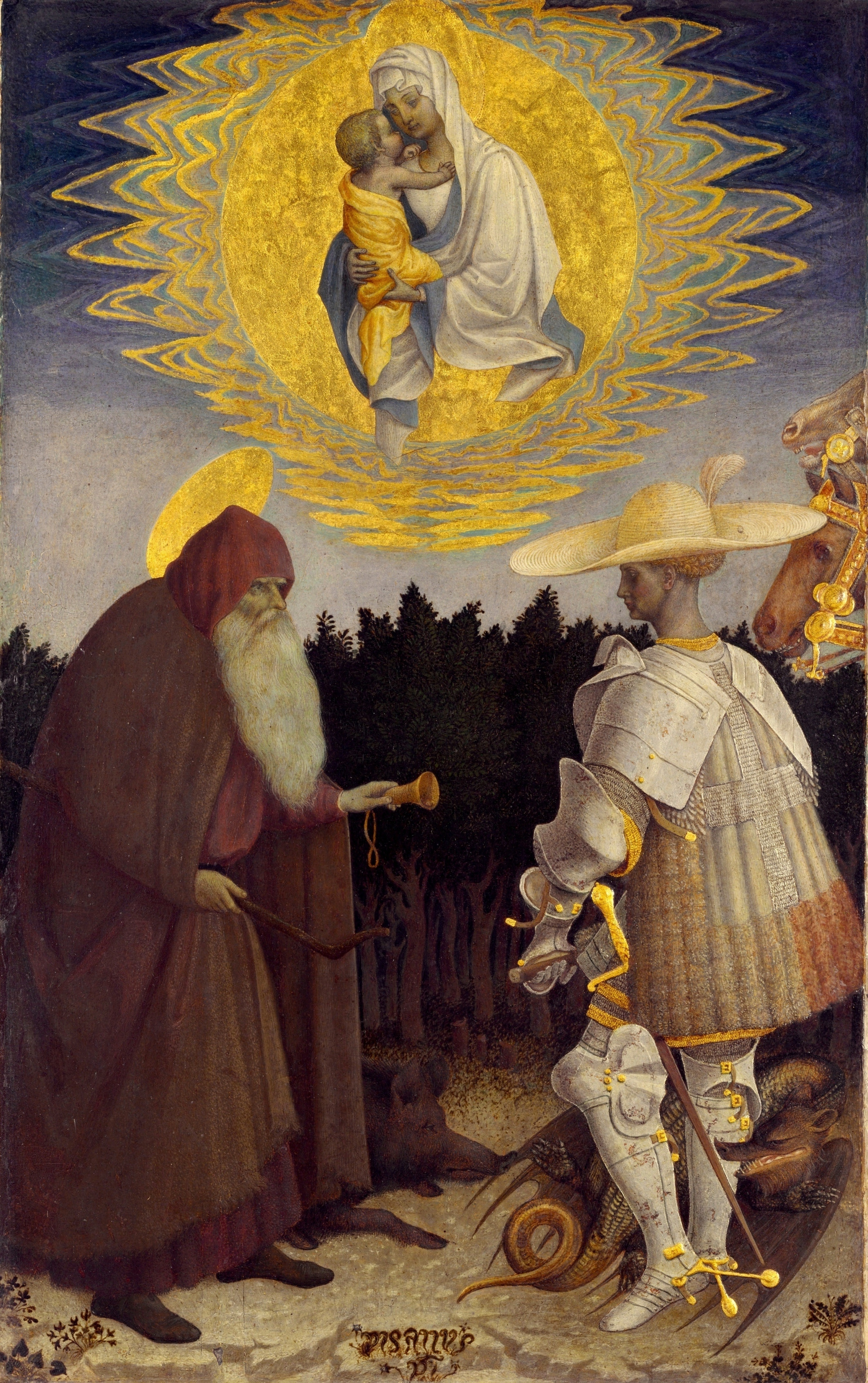
聖母子と聖アントニウス、聖ゲオルギウス

1438年、ミラノの統治者フィリッポ・マリーア・ヴィスコンティとヴェネツィア共和国の間に戦役が発生した。当時ピサネロはマントヴァのジャンフランチェスコ・ゴンザーガのもとにいた。彼らはヴェネツィア共和国の支配下にあったヴェローナ攻略を画策した。この結果、ヴェネツィア共和国政府はピサネロを反逆者と見なし、重罪を宣告しようとしたが、ある有力な友人のとりなしで事無きをえた。
彼は1440年から1441年にかけてミラノに滞在した後、1441年にフェラーラに戻り、そこで『レオネッロ・デステの肖像』（ベルガモ、アカデミア・カッラーラ蔵）を制作した。『聖母子と聖アントニウスと聖ゲオルギウス』もおそらくこの時期の作である。マントヴァのパラッツォ・ドゥカーレにある印象的なフレスコの『騎馬戦闘図』は1447年以後のものである。
1448年12月以降の晩年を彼はナポリで過ごした。彼はアラゴン王の統治するナポリで著名人として遇され、詩人ポルチェリオ（ジャンアントニオ・ディ・パンドーニ）は彼を称えるオードを作った。その後彼は5-6年生きたようだが、以後彼に関する記録はとだえている。
彼の現存する作品は主にヴェローナとマントヴァにある。ロンドンのナショナル・ギャラリーには2点の作品（『聖エウスタキウスの幻視』『聖母子と聖アントニウスと聖ゲオルギウス』）がある。素描の多くはミラノのアンブロジアーナ図書館とパリのルーヴル美術館にある。
彼は同時代の画家たちに大きな影響を与えたが、自分自身の画派を形成しなかった。彼の才能は短期間に発揮されたが、人文主義的、古典的なルネサンス文化の勃興とともに、死後急速に忘れられていった。彼は国際ゴシック様式（1400年代の宮廷風のゴシック様式）の最後のそして最も重要な画家と見なされているとともに、ルネサンス絵画の最初のリーダーの一人とも見なされている。彼の様式は時代を先取りするもので、描く風景は真に迫り、彼の制作したメダルは時代を超えたものであった。しかし、傑作の一つとされる『聖ゲオルギウスと王女』は彼の作品中、最も古風な画風を示すものである。

## 代表作
素描とメダルを除いた絵画作品の真作は10点ほどしか残っていない。
- ウズラの聖母（1420年頃） ヴェローナ、カステルヴェッキオ美術館
- 受胎告知（1424 - 1426年）ヴェローナ、サン・フェルモ・マッジョーレ聖堂
- 聖ゲオルギウスと王女（1436 - 1438年）ヴェローナ、サンタナスタジア聖堂
- 聖エウスタキウスの幻視（1436 - 1438年）ロンドン、ナショナル・ギャラリー
- 公女の肖像（1438年頃）
- 騎馬戦闘図（1440年代）マントヴァ、のパラッツォ・ドゥカーレ
- レオネッロ・デステの肖像（1441年頃）ベルガモ、アカデミア・カッラーラ
- 聖母子と聖アントニウスと聖ゲオルギウス（1445年頃）ロンドン、ナショナル・ギャラリー